# Телефонный бокс
Телефонный бокс (англ. phreaking box) — название небольшого электронного устройства, которое можно подключить к телефонной линии и с его помощью использовать телефон по тому или иному назначению. Фрикеры используют подобные устройства для реализации тех или иных конкретных функций. Большинство боксов были разработаны в 1980-е годы или в начале 1990-х годов: со временем некоторые из этих моделей прекратили функционирование.
Обычно большинству боксов присваивается цвет или иное название, чтобы позволять отличать боксы с разными функциями. По данным хакера Elf Qrin, существует как минимум 94 телефонных бокса с 75 разными функциями, используемых фрикерами, и ещё пять боксов, не требующих подсоединения к телефонной линии или встраивания в телефонный аппарат, но соединяемых с каким-либо электрическим кабелем. По данным Максима Левина, общее число вариантов боксов достигает 200.

## Известные типы боксов
Список приводится по источникам «Библия хакера. Книга 2», «The definitive guide to Phreak Boxes» и «Glossary of 'Box' terms».
| Название       | Цвет | Функция |
| -------------- | ---- | --- |
| Acrylic box    |      | Управляет трёхсторонними вызовами, ожиданием вызова для переадресации звонка. Вызывает переадресацию на старые системы телефона с 4 проводами. |
| Aqua box       |      | Снижает напряжение в сети для предотвращения прослушивания, использовался фрикерами против прослушивания со стороны ФБР. |
| Beige box      |      | Самодельный прибор телефонного монтера, также известный под аббревиатурой REMOBS (Remote Observing Systems). Позволяет осуществлять прослушивание, бесплатные звонки, подключение к конференц-связи, связь с оператором и многое другое. Также известен как beagan box. |
| Black box      |      | Аппаратура, установленная на телефоне, обеспечивает звонящим на этот номер бесплатные разговоры. Риск раскрытия наличия black box невысок, если разговор длится не более получаса. Разработан в США, похожие варианты встречаются в разных странах. |
| Blast box      |      | Усилитель микрофона телефона (маломощный, около 5 Вт) |
| Blotto box     |      | Отключает все телефонные линии в ближайшем районе |
| Blue box       |      | Эмулирует работу оператора, занимая линию частотой 2600 Гц и подавая сигнал на этой частоте. Используется для бесплатных исходящих звонков. Первый бокс в истории, изобретён Джоном Дрейпером («Captain Crunch»). |
| Brown box      |      | Конференц-связь из двух телефонных линий. То же самое, что party box, three box, con box или conference box. |
| Bud box        |      | Отличается от beige box только портативностью, обеспечивает бесплатные звонки и позволяет подключаться к соседской телефонной линии. |
| Busy box       |      | Установка снаружи позволяет отключить телефон из сети: при поднятии трубки не слышно гудков (входящим звонкам выдаётся сигнал «занято»). |
| Chartreuse box |      | Позволяет использовать телефонную линию в качестве источника электроэнергии (даёт до 12 В, больше при наличии трансформера). |
| Clear box      |      | Предназначался для бесплатных звонков с называемых fortress phones — платных телефонов в Канаде и некоторых городах и деревнях США, где оплата не взималась до момента, когда установлена связь. Использует небольшой усилитель. |
| Cheese box     |      | Соединяет два телефона, создавая дивертор. Фактически позволяет преобразовать домашний телефон в платный, может использоваться с red box для осуществления бесплатных звонков. |
| Chrome box     |      | Позволяет дистанционно управлять сигналами светофора. Не относится к телефонным боксам. |
| Color box      |      | Запись телефонного разговора. |
| Copper box     |      | Вызывает перекрёстные помехи. Один из методов, позволяющий повредить чувствительное оборудование телефонной компании. |
| Crimson box    |      | Режим удержания на линии, позволяет передать сигнал «занято». |
| Dark box       |      | Либо перенаправляет исходящие или входящие звонки на другой номер, либо позволяет осуществлять бесплатные и не отслеживаемые никем звонки на любой номер. |
| Dayglo box     |      | Формально соединяет с соседней телефонной линией. По словам Elf Qrin, фактически позволяет осуществлять бесплатные звонки без ограничений по времени, географии адресата и риска быть обнаруженным. |
| Diverter box   |      | Перенаправляет исходящие или входящие звонки на другой номер. |
| DLOC box       |      | Конференц-связь из двух телефонных линий. |
| Gold box       |      | Фактически играет роль дивертора при наборе номера. При установке gold box соединяются две линии: при звонке на первую линию вызов переадресуется на вторую, а телефонная компания отслеживает вызов именно на второй линии. |
| Grab box       |      | Расширяет радиус действия беспроводных телефонов, с помощью индуктивной связи позволяет соединиться с любым радиоприёмником, в котором есть удлиняющая катушка индуктивности (AM-приёмник, длинноволновый и коротковолновый приёмники). Не относится к телефонным боксам. |
| Green box      |      | Тоновый генератор. Позволяет имитировать звук брошенной монетки, звук возврата монетки и сигнал контроля посылки вызова. Используется тем, кто набирает номер. |
| Infinity box   |      | Дистанционно запускаемое прослушивание телефона. Осуществляется при условии, что в трубку подаётся определённая нота из губной гармоники: телефон при этом не звонит. Прослушивание идёт до тех пор, пока звонящий не кладёт трубку. Если жертва снимает трубку, то прослушивание прекращается. |
| Jack box       |      | Генерирует тональный сигнал при нажатии клавиши. |
| Light box      |      | Устройство с названием in-use light box сигнализирует о снятии трубки с добавочного номера конкретной телефонной линии. Устройство с названием light box или charging box позволяет определить, взимается ли за телефонный разговор плата (зелёный цвет — нет, красный — да). |
| Loud box       |      | Повышает громкость разговора, используется в конференц-связи. |
| Lunch box      |      | AM-передатчик, используется для подслушивания. |
| Magenta box    |      | Соединяет две удалённые телефонные линии. Если соединены линии 1 и линии 2, то можно использовать DTMF для бесплатных звонков с линии 1 в ту зону, где есть абонент с линией 2. Также термином magenta box обозначают генератор звонков, который при подсоединении к телефонной линии заставит телефон на другом конце линии зазвонить. Реле используется в качестве вибратора для к генерации переменного тока, тот затем усиливается трансформатором и подаётся через конденсатор на телефонную линию. |
| Mauve box      |      | Позволяет прослушивать телефон без подключения к линии (по словам Elf Qrin, благодаря генерации магнитного поля). |
| Neon box       |      | Внешний микрофон, позволяет записывать разговор, передавать музыку или тональные сигналы. |
| Noise box      |      | Создаёт шумы на линии, из-за чего невозможно не только говорить по телефону, но и передавать любые данные в принципе. |
| Olive box      |      | Внешний звонок (альтернативный звонок для телефона). |
| Orange box     |      | Оборудование, которое эмулирует сигнал Caller ID, подаваемый на телефонную линию после сигнала об ожидании звонка. По сути является одним из вариантов спуфинга. Иногда под orange box подразумевается оборудование с режимом «удержания на линии» (crimson box). |
| Party box      |      | Конференц-связь из двух телефонных линий. |
| Pearl box      |      | Тоновый генератор, он же бипер. При правильной настройке может подавать сигналы на частотах от 1 до 9999 Гц. Для генерации комбинированных тонов нужны два таких генератора. |
| Pink box       |      | Конференц-связь из двух телефонных линий. Одноимённое оборудование pink box позволяет проигрывать музыку в телефоне, пока идёт дозвон. |
| Plaid box      |      | Преобразует как тоновый набор в импульсный, так и обратно. |
| Purple box     |      | Режим удержания на линии, позволяет переключиться на другую линию. LED-индикатор показывает, какая линия занята. |
| Rainbow box    |      | Шуточный бокс: подсоединение линии электропередач к телефонной линии (подача напряжения 120 В) выводит из строя абсолютно всю телефонную связь. |
| Razz box       |      | Позволяет прослушивать разговоры соседей и осуществлять бесплатные звонки. |
| Red box        |      | Для бесплатных звонков с телефонов-автоматов, использующих монетки. Генератор тона, имитирующий звук брошенной монетки. Традиционно состоит из двух генераторов с мостом Вина, управляется интегральными схемами NE555 (таймерами). |
| Rock box       |      | Позволяет транслировать музыку на телефонную линию (со стереоустановки с помощью выхода наушников). Может записывать разговоры. Продвинутая версия Advanced более сложная технически, но обеспечивает более качественный звук. |
| Scarlet box    |      | Ухудшает приём на телефонной линии соседей, может вывести из строя BBS. |
| Silver box     |      | Генерирует DTMF-тона для клавиш А, В, С и D или преобразует клавиши 3, 6, 9 и # в клавиши оператора A, B, C и D. Подобные клавиатуры с буквами A, B, C и D встречались в системе телефонной связи Autovon Вооружённых сил США и обозначали срочность вызова, Также существовал Solid State Silver Box, в котором присутствовала интегральная схема, позволявшая генерировать тона, а не преобразовывать результат нажатия клавиш в сигналы.                                                              |
| Snow box       |      | Самодельный телевизионный передатчик. Не относится к телефонным боксам. |
| Static box     |      | Поддерживает напряжение на телефонной линии, снижает уровень статического электричества, обеспечивает более стабильную связь для модемов (на момент выпуска — 2400 б/с). Противоположность noise box. |
| Switch box     |      | Позволяет переключаться между телефонными линиями, переводить их в режим ожидания (статус каждой определяется с помощью индикаторов), создавать конференц-связь для двух людей и физически отключать один номер от сети. |
| Sword box      |      | Комбинация трёх приборов — beige box, bud box и day-glo box с модификациями. |
| Tron box       |      | Заменяет фазу в электросети на обратную, подавая соответствующий сигнал на линию и заставляя электросчётчик медленнее «крутиться». Со слов Elf Qrin, воздействие оказывается на все электроприборы в доме, и теоретически счётчик может «отмотаться» назад; tron box здесь не относится к телефонным боксам. |
| Tan box        |      | Позволяет записывать телефонные разговоры, но только с того момента, когда собеседник возьмёт трубку. Представляет собой комбинацию neon box и beige box. |
| TV Cable box   |      | Позволяет «видеть» звуковые волны на экране телевизора. |
| Urine box      |      | Создаёт серьёзные помехи между звонком и звуковым проводом в другой телефонной трубке. Также известен как zap box. |
| Vermilion box  |      | Один из аналогов orange box. Механизм работы представляет собой инкапсуляцию нескольких действий: физический доступ к линии, отключение её от телефонной сети и переподключение к эмулятору линии, который отправляет в сеть ложный Caller ID звонящего. |
| Violet box     |      | Не прерывает связь во время звонков с таксофона, особенно полезен при наличии всего одной монетки (связь не разрывается, если истекло время). |
| White box      |      | Преобразует обычную DTMF-клавиатуру (тоновую) в портативную. Продавался в магазинах телефонных деталей. |
| Yellow box     |      | Позволяет включать и выключать платный телефон, иногда включает режим «удержания на линии», также добавляет дополнительный номер. |